# Wishaya Trongcharoenchaikul
Wishaya Trongcharoenchaikul (thailändisch วิชยา ตรงเจริญชัยกุล, RTGS Wichaya Trongcharoenchaikun; * 8. April 1995 in Bangkok) ist ein thailändischer Tennisspieler.

## Karriere
Wishaya Trongcharoenchaikul spielt hauptsächlich auf der ATP Challenger Tour und der ITF Future Tour. Dort konnte er 2016 beim ATP Challenger in Bangkok mit seinem Partner Kittipong Wachiramanowong seinen ersten Turniersieg im Doppel feiern.
Sein Debüt im Einzel auf der ATP World Tour gab er im September 2013 bei den Thailand Open in Bangkok, wo er eine Wildcard für das Hauptfeld erhielt, dort jedoch in der ersten Hauptrunde an Marinko Matosevic klar in zwei Sätzen scheiterte.
Im Doppel hatte er zusammen mit Laslo Đere bei demselben Turnier sein Debüt. Die Paarung verlor ihre Erstrundenpartie gegen Christopher Kas und Oliver Marach mit 4:6 und 3:6.
Wishaya Trongcharoenchaikul spielt seit 2013 für die thailändische Davis-Cup-Mannschaft. Für diese trat er in drei Begegnungen an, wobei er im Einzel eine Bilanz von 1:3 aufzuweisen hat.

## Erfolge
| Legende (Anzahl der Siege)  |
| Grand Slam                  |
| ATP World Tour Finals       |
| ATP World Tour Masters 1000 |
| ATP World Tour 500          |
| ATP World Tour 250          |
| ATP Challenger Tour (1)     |

### Doppel

#### Turniersiege
| Nr. | Datum             | Turnier | Belag     | Partner                   | Finalgegner                           | Ergebnis  |
| --- | ----------------- | ------- | --------- | ------------------------- | ------------------------------------- | --------- |
| 1.  | 3. September 2016 | Bangkok | Hartplatz | Kittipong Wachiramanowong | Sanchai Ratiwatana Sonchat Ratiwatana | 7:69, 6:3 |